# Snowboarding na Zimowych Igrzyskach Olimpijskich 2010 – snowboard cross mężczyzn
Mężczyźni w pierwszej konkurencji snowboardowej walczyli o medale olimpijskie 15 Lutego w Cypress Mountain Resort położonym w północnym Vancouver. Faworytami zawodów byli między innymi mistrz świata z 2009 r. Markus Schairer z Austrii i dominujący w tej konkurencji w Pucharze Świata Pierre Vaultier z Francji. W kwalifikacjach najlepszy okazał się Australijczyk Alex Pullin. W czołówce znaleźli się też między innymi Vaultier oraz wicemistrz świata z 2009 r. Francuz Xavier de Le Rue i brązowy medalista z tych samych mistrzostw, Amerykanin Nick Baumgartner. Kwalifikacje przebrnęli także dwaj reprezentanci Polski: Maciej Jodko i Michał Ligocki zajmując odpowiednio 27 i 28 miejsca. Mistrz olimpijski z 2006 r., Seth Wescott był w kwalifikacjach siedemnasty, a Schairer dwudziesty pierwszy.
Już w 1/8 finału doszło do paru niespodzianek. W swoich biegach odpadli Watanabe, de Le Rue, Pullin, Schairer i Baumgartner. Na tym etapie rywalizację zakończyli także obaj reprezentanci Polski. W ćwierćfinałach swe biegi wygrali Wescott, Mike Robertson i Robert Fagan z Kanady oraz Mario Fuchs z Austrii. Do półfinału awansował także nieodnoszący wcześniej większych sukcesów Francuz Tony Ramoin oraz dominujący na Winter X-Games w latach 2006-2010 Amerykanin Nate Holland. W pierwszym półfinale na dwóch pierwszych miejscach przyjechali Holland i Wescott, a po drugim półfinale dołączyli do nich Robertson oraz Ramoin.
W finale, tuż na początku rywalizacji Holland zaliczył upadek co przekreśliło jego szanse na medal. Przez większość finałowego biegu prowadził Robertson jednak tuż przed metą zdołał go wyprzedzić broniący tytułu Seth Wescott. Na trzecim miejscu do mety dotarł niezagrożony Ramoin.

## Wyniki

### Kwalifikacje
| Pozycja                                                                                  | Nr | Zawodnik             | Państwo           | Zjazd 1 | Zjazd 2 | Uwagi |
| ---------------------------------------------------------------------------------------- | -- | -------------------- | ----------------- | ------- | ------- | ----- |
| 1                                                                                        | 33 | Alex Pullin          | Australia         | 1:21.17 | 1:20.15 | Q     |
| 2                                                                                        | 35 | Graham Watanabe      | Stany Zjednoczone | 1:22.25 | 1:20.53 | Q     |
| 3                                                                                        | 40 | Mike Robertson       | Kanada            | 1:21.73 | 1:21.24 | Q     |
| 4                                                                                        | 50 | Xavier de Le Rue     | Francja           | 1:21.33 | 1:21.86 | Q     |
| 5                                                                                        | 39 | Mario Fuchs          | Austria           | 1:21.84 | 1:21.53 | Q     |
| 6                                                                                        | 36 | Pierre Vaultier      | Francja           | 1:23.37 | 1:21.63 | Q     |
| 7                                                                                        | 45 | Nick Baumgartner     | Stany Zjednoczone | 1:22.64 | 1:21.70 | Q     |
| 8                                                                                        | 47 | Nate Holland         | Stany Zjednoczone | 1:21.78 | DSQ     | Q     |
| 9                                                                                        | 56 | Damon Hayler         | Australia         | 1:22.10 | 1:21.81 | Q     |
| 10                                                                                       | 38 | Robert Fagan         | Kanada            | 1:23.06 | 1:21.87 | Q     |
| 11                                                                                       | 49 | Drew Neilson         | Kanada            | 1:22.01 | 1:22.34 | Q     |
| 12                                                                                       | 42 | Lukas Grüner         | Austria           | 1:22.04 | 1:24.35 | Q     |
| 13                                                                                       | 55 | Alberto Schiavon     | Włochy            | 1:22.58 | 1:22.33 | Q     |
| 14                                                                                       | 52 | Tony Ramoin          | Francja           | 1:23.62 | 1:22.34 | Q     |
| 15                                                                                       | 46 | François Boivin      | Kanada            | 1:32.72 | 1:22.75 | Q     |
| 16                                                                                       | 53 | Fabio Caduff         | Szwajcaria        | 1:22.84 | 1:22.78 | Q     |
| 17                                                                                       | 41 | Seth Wescott         | Stany Zjednoczone | 1:25.69 | 1:22.87 | Q     |
| 18                                                                                       | 62 | Stefano Pozzolini    | Włochy            | 1:24.41 | 1:23.08 | Q     |
| 19                                                                                       | 61 | Federico Raimo       | Włochy            | 1:23.16 | 1:23.35 | Q     |
| 20                                                                                       | 65 | Andriej Bołdykow     | Rosja             | 1:23.28 | 1:30.20 | Q     |
| 21                                                                                       | 34 | Markus Schairer      | Austria           | 1:29.56 | 1:23.33 | Q     |
| 22                                                                                       | 60 | Rok Rogelj           | Słowenia          | 1:23.37 | 1:23.50 | Q     |
| 23                                                                                       | 43 | Paul-Henri de Le Rue | Francja           | 1:23.60 | 1:23.57 | Q     |
| 24                                                                                       | 51 | Stian Sivertzen      | Norwegia          | 1:25.08 | 1:22:38 | Q     |
| 25                                                                                       | 63 | Joachim Havikhagen   | Norwegia          | 1:23.87 | 1:25.23 | Q     |
| 26                                                                                       | 48 | David Speiser        | Niemcy            | 1:27.37 | 1:23.92 | Q     |
| 27                                                                                       | 59 | Maciej Jodko         | Polska            | 1:24.76 | 1:24.11 | Q     |
| 28                                                                                       | 54 | Mateusz Ligocki      | Polska            | 1:27.03 | 1:24.11 | Q     |
| 29                                                                                       | 37 | Michal Novotný       | Czechy            | 1:24.23 | 1:24.53 | Q     |
| 30                                                                                       | 58 | Simone Malusa        | Włochy            | 1:24.88 | 1:24.53 | Q     |
| 31                                                                                       | 66 | Regino Hernández     | Hiszpania         | 1:28.66 | 1:25.90 | Q     |
| 32                                                                                       | 44 | David Bakeš          | Czechy            | DNF     | 1:26.05 | Q     |
| 33                                                                                       | 57 | Konstantin Schad     | Niemcy            | 1:26.69 | DNF     |       |
| 34                                                                                       | 67 | Lluís Marín Tarroch  | Andora            | DNF     | 1:47.36 |       |
| -                                                                                        | 64 | Jordi Font           | Hiszpania         | DNF     | DNS     |       |
| DNF - nie ukończył DNS - nie wystartował DSQ - zdyskwalifikowany Q - awans do 1/8 finału |    |                      |                   |         |         |       |

#### 1/8 Finału
Do 1/8 Finału zakwalifikowało się 32 zawodników.
| Pozycja | Nr | Zawodnik     | Państwo           | Uwagi |
| ------- | -- | ------------ | ----------------- | ----- |
| 1       | 17 | Seth Wescott | Stany Zjednoczone | Q     |
| 2       | 16 | Fabio Caduff | Szwajcaria        | Q     |
| 3       | 1  | Alex Pullin  | Australia         |       |
| 4       | 32 | David Bakeš  | Czechy            |       |

| Pozycja | Nr | Zawodnik           | Państwo           | Uwagi |
| ------- | -- | ------------------ | ----------------- | ----- |
| 1       | 8  | Nate Holland       | Stany Zjednoczone | Q     |
| 2       | 9  | Damon Hayler       | Australia         | Q     |
| 3       | 25 | Joachim Havikhagen | Norwegia          |       |
| 4       | 24 | Stian Sivertzen    | Norwegia          |       |

| Pozycja | Nr | Zawodnik        | Państwo | Uwagi |
| ------- | -- | --------------- | ------- | ----- |
| 1       | 12 | Lukas Grüner    | Austria | Q     |
| 2       | 5  | Mario Fuchs     | Austria | Q     |
| 3       | 21 | Markus Schairer | Austria |       |
| 4       | 28 | Mateusz Ligocki | Polska  |       |

| Pozycja | Nr | Zawodnik         | Państwo | Uwagi |
| ------- | -- | ---------------- | ------- | ----- |
| 1       | 20 | Andriej Bołdykow | Rosja   | Q     |
| 2       | 29 | Michal Novotný   | Czechy  | Q     |
| 4       | 13 | Alberto Schiavon | Włochy  |       |
| 4       | 4  | Xavier de Le Rue | Francja |       |

| Pozycja | Nr | Zawodnik       | Państwo | Uwagi |
| ------- | -- | -------------- | ------- | ----- |
| 1       | 3  | Mike Robertson | Kanada  | Q     |
| 2       | 14 | Tony Ramoin    | Francja | Q     |
| 3       | 30 | Simone Malusa  | Włochy  |       |
| 4       | 19 | Federico Raimo | Włochy  |       |

| Pozycja | Nr | Zawodnik        | Państwo  | Uwagi |
| ------- | -- | --------------- | -------- | ----- |
| 1       | 6  | Pierre Vaultier | Francja  | Q     |
| 2       | 11 | Drew Neilson    | Kanada   | Q     |
| 3       | 27 | Maciej Jodko    | Polska   |       |
| 4       | 22 | Rok Rogelj      | Słowenia |       |

| Pozycja | Nr | Zawodnik             | Państwo           | Uwagi |
| ------- | -- | -------------------- | ----------------- | ----- |
| 1       | 10 | Robert Fagan         | Kanada            | Q     |
| 2       | 26 | David Speiser        | Niemcy            | Q     |
| 3       | 23 | Paul-Henri de Le Rue | Francja           |       |
| 4       | 7  | Nick Baumgartner     | Stany Zjednoczone |       |

| Pozycja | Nr | Zawodnik          | Państwo           | Uwagi |
| ------- | -- | ----------------- | ----------------- | ----- |
| 1       | 15 | François Boivin   | Kanada            | Q     |
| 2       | 18 | Stefano Pozzolini | Włochy            | Q     |
| 3       | 2  | Graham Watanabe   | Stany Zjednoczone |       |
| 4       | 31 | Regino Hernández  | Hiszpania         |       |

#### 1/4 Finału
| Pozycja | Nr | Zawodnik     | Państwo           | Uwagi |
| ------- | -- | ------------ | ----------------- | ----- |
| 1       | 17 | Seth Wescott | Stany Zjednoczone | Q     |
| 2       | 8  | Nate Holland | Stany Zjednoczone | Q     |
| 3       | 16 | Fabio Caduff | Szwajcaria        |       |
| 4       | 9  | Damon Hayler | Australia         |       |

| Pozycja | Nr | Zawodnik         | Państwo | Uwagi |
| ------- | -- | ---------------- | ------- | ----- |
| 1       | 5  | Mario Fuchs      | Austria | Q     |
| 2       | 12 | Lukas Grüner     | Austria | Q     |
| 3       | 20 | Andriej Bołdykow | Rosja   |       |
| 4       | 13 | Michal Novotný   | Czechy  |       |

| Pozycja | Nr | Zawodnik        | Państwo | Uwagi |
| ------- | -- | --------------- | ------- | ----- |
| 1       | 3  | Mike Robertson  | Kanada  | Q     |
| 2       | 14 | Tony Ramoin     | Francja | Q     |
| 3       | 6  | Pierre Vaultier | Francja |       |
| 4       | 11 | Drew Neilson    | Kanada  |       |

| Pozycja | Nr | Zawodnik          | Państwo | Uwagi |
| ------- | -- | ----------------- | ------- | ----- |
| 1       | 10 | Robert Fagan      | Kanada  | Q     |
| 2       | 26 | David Speiser     | Niemcy  | Q     |
| 3       | 18 | Stefano Pozzolini | Włochy  |       |
| 4       | 15 | François Boivin   | Kanada  |       |

#### Półfinał
| Pozycja | Nr | Zawodnik     | Państwo           | Uwagi |
| ------- | -- | ------------ | ----------------- | ----- |
| 1       | 8  | Nate Holland | Stany Zjednoczone | Q     |
| 2       | 17 | Seth Wescott | Stany Zjednoczone | Q     |
| 3       | 12 | Lukas Grüner | Austria           |       |
| 4       | 5  | Mario Fuchs  | Austria           |       |

| Pozycja | Nr | Zawodnik       | Państwo | Uwagi |
| ------- | -- | -------------- | ------- | ----- |
| 1       | 3  | Mike Robertson | Kanada  | Q     |
| 2       | 14 | Tony Ramoin    | Francja | Q     |
| 3       | 10 | Robert Fagan   | Kanada  |       |
| 4       | 26 | David Speiser  | Niemcy  |       |

#### Finał
Mały Finał
| Pozycja | Nr | Zawodnik      | Państwo | Uwagi |
| ------- | -- | ------------- | ------- | ----- |
| 5       | 10 | Robert Fagan  | Kanada  |       |
| 6       | 12 | Lukas Grüner  | Austria |       |
| 7       | 5  | Mario Fuchs   | Austria |       |
| 8       | 26 | David Speiser | Niemcy  |       |

Finał
| Pozycja | Nr | Zawodnik       | Państwo           | Uwagi |
| ------- | -- | -------------- | ----------------- | ----- |
|         | 17 | Seth Wescott   | Stany Zjednoczone |       |
|         | 3  | Mike Robertson | Kanada            |       |
|         | 14 | Tony Ramoin    | Francja           |       |
| 4       | 8  | Nate Holland   | Stany Zjednoczone |       |